# Natation à l'Universiade d'été de 2013
Navigation
2011 2015
Les épreuves de natation sportive et de nage en eau libre sont organisées dans le cadre de la 27e Universiade se tenant à Kazan en Russie, se déroulent du 10 au 17 juillet 2013.

## Podiums

### Hommes
| Épreuve                | Or                                                                                       | Argent                                                                               | Bronze                                                                                    |
| Nage libre             | Nage libre                                                                               | Nage libre                                                                           | Nage libre                                                                                |
| ---------------------- | ---------------------------------------------------------------------------------------- | ------------------------------------------------------------------------------------ | ----------------------------------------------------------------------------------------- |
| 50 m                   | Vladimir Morozov Russie 21 s 67 UR                                                       | Andrey Grechin Russie 22 s 10                                                        | Andriy Hovorov Ukraine 22 s 17                                                            |
| 100 m                  | Vladimir Morozov Russie 47 s 62 UR                                                       | Nikita Lobintsev Russie 48 s 54                                                      | Michele Santucci Italie 49 s 30                                                           |
| 200 m                  | Danila Izotov Russie 1 min 45 s 48 UR                                                    | Nikita Lobintsev Russie 1 min 46 s 30                                                | Paweł Korzeniowski Pologne 1 min 46 s 91                                                  |
| 400 m                  | Ryan Napoleon Australie 3 min 48 s 96                                                    | Kohei Yamamoto Japon 3 min 49 s 03                                                   | Fumiya Hidaka Japon 3 min 50 s 63                                                         |
| 800 m                  | Kohei Yamamoto Japon 7 min 49 s 96                                                       | Serhiy Frolov Ukraine 7 min 51 s 02                                                  | Eric Hedlin Canada 7 min 53 s 78                                                          |
| 1 500 m                | Sean Ryan États-Unis 14 min 57 s 33                                                      | Kohei Yamamoto Japon 15 min 0 s 15                                                   | Serhiy Frolov Ukraine 15 min 2 s 63                                                       |
| Dos                    |                                                                                          |                                                                                      |                                                                                           |
| 50 m                   | Benjamin Treffers Australie 24 s 86                                                      | Vladimir Morozov Russie 24 s 87                                                      | Stefano Pizzamiglio Italie 24 s 92                                                        |
| 100 m                  | Yuki Shirai Japon 53 s 70                                                                | Benjamin Treffers Australie 53 s 76                                                  | Jacob Pebley États-Unis 54 s 11                                                           |
| 200 m                  | Jack Conger États-Unis 1 min 55 s 47                                                     | Yuki Shirai Japon 1 min 56 s 95                                                      | Jacob Pebley États-Unis 1 min 57 s 43                                                     |
| Brasse                 |                                                                                          |                                                                                      |                                                                                           |
| 50 m                   | Giulio Zorzi Afrique du Sud 27 s 44                                                      | Andrea Toniato Italie 27 s 53                                                        | Vladimir Morozov Russie 27 s 70                                                           |
| 100 m                  | Yasuhiro Koseki Japon 1 min 0 s 00                                                       | Mihail Alexandrov États-Unis 1 min 0 s 30                                            | Edoardo Giorgetti Italie 1 min 0 s 36                                                     |
| 200 m                  | Vyacheslav Sinkevich Russie 2 min 9 s 78                                                 | Yukihiro Takahashi Japon 2 min 10 s 35                                               | Luca Pizzini Italie 2 min 10 s 99                                                         |
| Papillon               |                                                                                          |                                                                                      |                                                                                           |
| 50 m                   | Yauhen Tsurkin Biélorussie 23 s 28                                                       | Non attribuée                                                                        | Piero Codia Italie 23 s 38                                                                |
| 50 m                   | Andriy Hovorov Ukraine 23 s 28                                                           | Non attribuée                                                                        | Piero Codia Italie 23 s 38                                                                |
| 100 m                  | Paweł Korzeniowski Pologne 51 s 75                                                       | Yauhen Tsurkin Biélorussie 51 s 80                                                   | Evgeny Koptelov Russie 52 s 04                                                            |
| 200 m                  | Bence Biczó Hongrie 1 min 55 s 32                                                        | Kenta Hirai Japon 1 min 55 s 90                                                      | Stefanos Dimitriadis Grèce 1 min 57 s 36                                                  |
| Quatre nages           |                                                                                          |                                                                                      |                                                                                           |
| 200 m                  | Justin James Australie 1 min 58 s 35                                                     | Hiromasa Fujimori Japon 1 min 58 s 76                                                | Takahiro Tsutsumi Japon 1 min 59 s 54                                                     |
| 400 m                  | Michael Weiss États-Unis 4 min 12 s 00 UR                                                | Takeharu Fujimori Japon 4 min 13 s 43                                                | Lewis Smith Royaume-Uni 4 min 16 s 86                                                     |
| Relais                 |                                                                                          |                                                                                      |                                                                                           |
| 4 × 100 m nage libre   | Russie Andrey Grechin Danila Izotov Nikita Lobintsev Vladimir Morozov 3 min 10 s 88 UR   | Australie Andrew Abood Daniel Arnamnart Jayden Hadler Justin James 3 min 16 s 33     | Italie Lorenzo Benatti Gianluca Maglia Stefano Pizzamiglio Michele Santucci 3 min 16 s 64 |
| 4 × 200 m nage libre   | Russie Danila Izotov Nikita Lobintsev Artem Lobuzov Aleksandr Sukhorukov 7 min 5 s 49 UR | États-Unis Michael Weiss Michael Wynalda Austin Surhoff Matthew Barber 7 min 13 s 58 | Australie Ryan Napoleon Justin James George O'Brien Shane Asbury 7 min 15 s 50            |
| 4 × 100 m quatre nages | Russie Vladimir Morozov Kirill Strelnikov Evgeny Koptelov Andrey Grechin 3 min 34 s 27   | Japon Yuki Shirai Yasuhiro Koseki Masayuki Umemoto Katsumi Nakamura 3 min 34 s 41    | États-Unis Jack Conger Mihail Alexandrov Kyler Van Swol Michael Wynalda 3 min 34 s 63     |
| Nage en eau libre      |                                                                                          |                                                                                      |                                                                                           |
| 10 km                  | Matteo Furlan Italie 1 h 56 min 12 s 4                                                   | Romain Béraud France 1 h 56 min 14 s 4                                               | Andreas Waschburger Allemagne 1 h 56 min 16 s 3                                           |

### Femmes
| Épreuve                | Or                                                                                              | Argent                                                                                  | Bronze                                                                                          |
| Nage libre             | Nage libre                                                                                      | Nage libre                                                                              | Nage libre                                                                                      |
| ---------------------- | ----------------------------------------------------------------------------------------------- | --------------------------------------------------------------------------------------- | ----------------------------------------------------------------------------------------------- |
| 50 m                   | Aleksandra Gerasimenya Biélorussie 24 s 48 UR                                                   | Anna Santamans France 24 s 81                                                           | Megan Romano États-Unis 24 s 98                                                                 |
| 100 m                  | Aleksandra Gerasimenya Biélorussie 53 s 50 UR                                                   | Veronika Popova Russie 54 s 12                                                          | Megan Romano États-Unis 54 s 45                                                                 |
| 200 m                  | Viktoriya Andreyeva Russie 1 min 57 s 31 UR                                                     | Veronika Popova Russie 1 min 57 s 40                                                    | Caitlin McClatchey Royaume-Uni 1 min 58 s 20                                                    |
| 400 m                  | Martina De Memme Italie 4 min 7 s 69                                                            | Elena Sokolova Russie 4 min 8 s 51                                                      | Caitlin McClatchey Royaume-Uni 4 min 8 s 77                                                     |
| 800 m                  | Martina De Memme Italie 8 min 28 s 09                                                           | Stephanie Peacock États-Unis 8 min 28 s 21                                              | Ashley Steenvoorden États-Unis 8 min 29 s 79                                                    |
| 1 500 m                | Stephanie Peacock États-Unis 16 min 4 s 44 UR                                                   | Ashley Steenvoorden États-Unis 16 min 7 s 89                                            | Martina Rita Caramignoli Italie 16 min 19 s 71                                                  |
| Dos                    |                                                                                                 |                                                                                         |                                                                                                 |
| 50 m                   | Anastasia Zueva Russie 27 s 89 UR                                                               | Aleksandra Gerasimenya Biélorussie 28 s 01                                              | Madison Wilson Australie 28 s 33                                                                |
| 100 m                  | Anastasia Zueva Russie 59 s 83 UR                                                               | Megan Romano États-Unis 59 s 85                                                         | Madison Wilson Australie 1 min 0 s 65                                                           |
| 200 m                  | Madison Wilson Australie 2 min 9 s 22                                                           | Daryna Zevina Ukraine 2 min 9 s 41                                                      | Hayle White Australie 2 min 9 s 84                                                              |
| Brasse                 |                                                                                                 |                                                                                         |                                                                                                 |
| 50 m                   | Yuliya Efimova Russie 30 s 12 UR                                                                | Petra Chocová Tchéquie 30 s 99                                                          | Valentina Artemyeva Russie 31 s 39                                                              |
| 100 m                  | Yuliya Efimova Russie 1 min 5 s 48 UR                                                           | Fiona Doyle Irlande 1 min 07 s 66                                                       | Laura Sogar États-Unis 1 min 07 s 78                                                            |
| 200 m                  | Yuliya Efimova Russie 2 min 24 s 10                                                             | Laura Sogar États-Unis 2 min 25 s 33                                                    | Mio Motegi Japon 2 min 25 s 73                                                                  |
| Papillon               |                                                                                                 |                                                                                         |                                                                                                 |
| 50 m                   | Aleksandra Gerasimenya Biélorussie 25 s 84 UR                                                   | Katerine Savard Canada 26 s 05                                                          | Elena Gemo Italie 26 s 28                                                                       |
| 50 m                   | Aleksandra Gerasimenya Biélorussie 25 s 84 UR                                                   | Katerine Savard Canada 26 s 05                                                          | Silvia Di Pietro Italie 26 s 28                                                                 |
| 100 m                  | Katerine Savard Canada 57 s 63 UR                                                               | Guo Fan Chine 58 s 98                                                                   | Nao Kobayashi Japon 58 s 99                                                                     |
| 200 m                  | Kona Fujita Japon 2 min 9 s 66                                                                  | Nao Kobayashi Japon 2 min 10 s 65                                                       | Yana Martynova Russie 2 min 10 s 72                                                             |
| Quatre nages           |                                                                                                 |                                                                                         |                                                                                                 |
| 200 m                  | Viktoriya Andreyeva Russie 2 min 12 s 32                                                        | Sarah Henry États-Unis 2 min 12 s 69                                                    | Melanie Margalis États-Unis 2 min 12 s 96                                                       |
| 400 m                  | Yana Martynova Russie 4 min 39 s 02                                                             | Meghan Hawthorne États-Unis 4 min 40 s 40                                               | Sakiko Shimizu Japon 4 min 42 s 09                                                              |
| Relais                 |                                                                                                 |                                                                                         |                                                                                                 |
| 4 × 100 m nage libre   | Russie Viktoriya Andreyeva Daria Belyakina Margarita Nesterova Veronika Popova 3 min 38 s 15 UR | États-Unis Rachael Acker Liv Jensen Andrea Murez Megan Romano 3 min 38 s 60             | Canada Caroline Lapierre-Lemire Brittany MacLean Sandrine Mainville Paige Schultz 3 min 40 s 71 |
| 4 × 200 m nage libre   | États-Unis Andrea Murez Sarah Henry Chelsea Chenault Megan Romano 7 min 55 s 53                 | Russie Veronika Popova Daria Belyakina Elena Sokolova Viktoriya Andreyeva 7 min 55 s 76 | Canada Lindsay Delmar Brittany MacLean Paige Schultz Savannah King 8 min 2 s 73                 |
| 4 × 100 m quatre nages | Russie Anastasia Zueva Yuliya Efimova Veronika Popova Viktoriya Andreyeva 3 min 58 s 04 UR      | Italie Elena Gemo Giulia De Ascentis Elena Di Liddo Erika Ferraioli 4 min 2 s 61        | États-Unis Cindy Tran Laura Sogar Kelsey Floyd Megan Romano 4 min 2 s 71                        |
| Nage en eau libre      |                                                                                                 |                                                                                         |                                                                                                 |
| 10 km                  | Ashley Twichell États-Unis 2 h 5 min 0 s 9                                                      | Aurora Ponselé Italie 2 h 5 min 31 s 9                                                  | Karla Šitić Croatie 2 h 5 min 32 s 1                                                            |

## Tableau des médailles
| Rang  | Nation         | Or | Argent | Bronze | Total |
| ----- | -------------- | -- | ------ | ------ | ----- |
| 1     | Russie         | 17 | 8      | 4      | 29    |
| 2     | États-Unis     | 6  | 9      | 9      | 24    |
| 3     | Japon          | 4  | 9      | 5      | 18    |
| 4     | Australie      | 4  | 2      | 4      | 10    |
| 5     | Biélorussie    | 4  | 2      | 0      | 6     |
| 6     | Italie         | 3  | 3      | 9      | 15    |
| 7     | Ukraine        | 1  | 2      | 2      | 5     |
| 8     | Canada         | 1  | 1      | 3      | 5     |
| 9     | Pologne        | 1  | 0      | 1      | 2     |
| 10    | Hongrie        | 1  | 0      | 0      | 1     |
| 10    | Afrique du Sud | 1  | 0      | 0      | 1     |
| 12    | France         | 0  | 2      | 0      | 2     |
| 13    | Chine          | 0  | 1      | 0      | 1     |
| 13    | Tchéquie       | 0  | 1      | 0      | 1     |
| 13    | Irlande        | 0  | 1      | 0      | 1     |
| 16    | Royaume-Uni    | 0  | 0      | 3      | 3     |
| 17    | Croatie        | 0  | 0      | 1      | 1     |
| 17    | Allemagne      | 0  | 0      | 1      | 1     |
| 17    | Grèce          | 0  | 0      | 1      | 1     |
| Total | Total          | 43 | 41     | 43     | 127   |

## Source
- (en) Cet article est partiellement ou en totalité issu de l’article de Wikipédia en anglais intitulé « Swimming at the 2013 Summer Universiade » (voir la liste des auteurs).